# Thornycroft (Fahrzeugmarke)

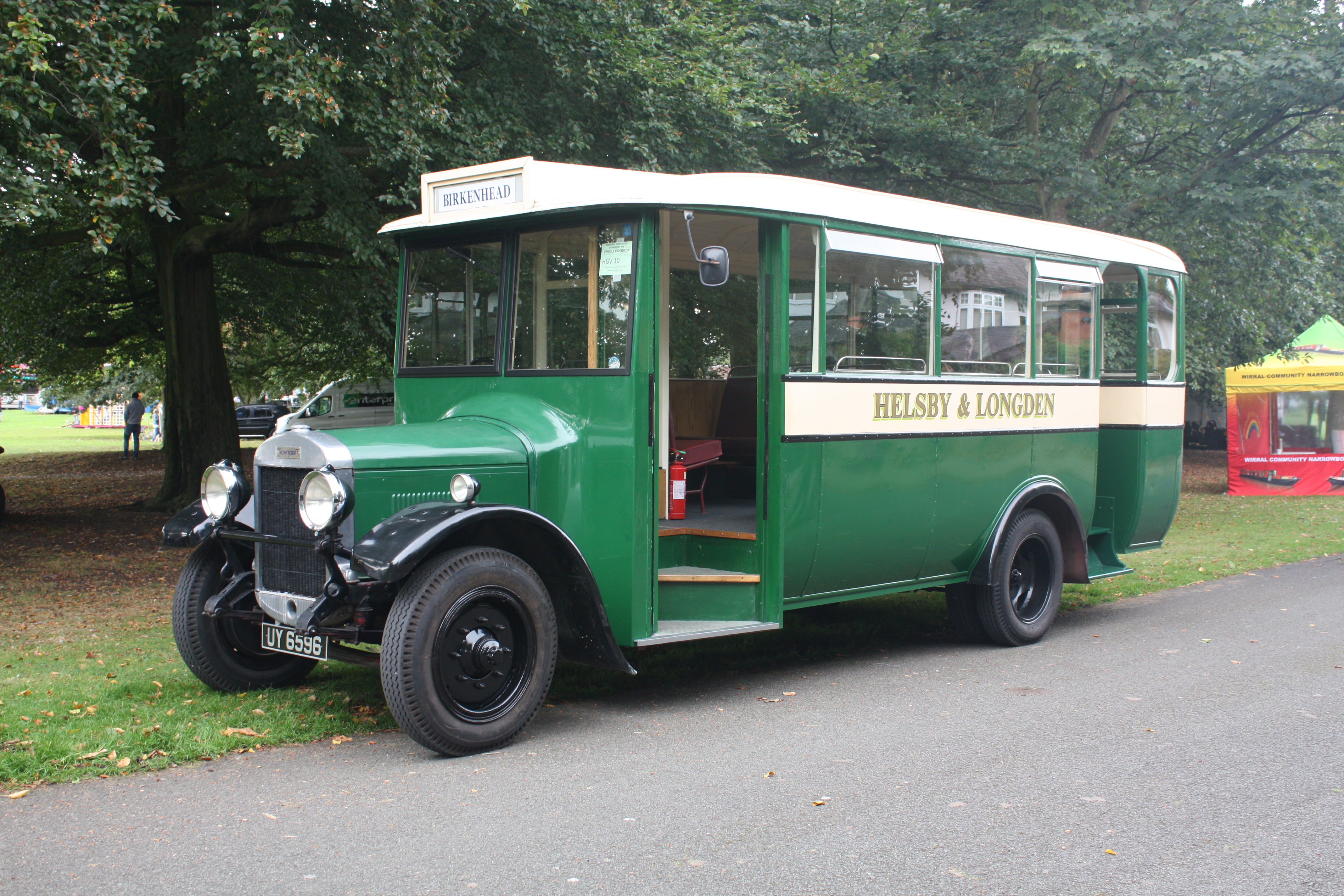
Bus der Marke Thornycroft

Thornycroft war eine britische Marke des gleichnamigen Herstellers für Automobile, Lastkraftwagen und Omnibusse aus Basingstoke. Gegen Ende des 19. Jahrhunderts in Chiswick gegründet, endete die Fahrzeugproduktion des Unternehmens praktisch mit der Übernahme durch Associated Commercial Vehicles im Jahre 1961, wenn auch Sonderfahrzeuge unter der Marke Thornycroft noch bis 1977 hergestellt wurden.

## Markengeschichte
Das Schiffbauunternehmen John I. Thornycroft & Company aus Basingstoke begann 1896 unter Leitung von John Isaac Thornycroft auch mit der Produktion von Automobilen und Nutzfahrzeugen. Davon abweichend gibt eine Quelle an, dass zwischen 1896 und 1904 die Steam Carriage and Wagon Company, später umbenannt in Thornycroft Steam Wagon Company, der Hersteller war, bevor die Übernahme durch das Schiffsbauunternehmen erfolgte. Die ersten Modelle waren Lastkraftwagen mit Dampfmotor. 1903 wurde mit der Produktion von Pkw begonnen. Ab 1914 konzentrierte sich die Firma auf den Bau von Lastkraftwagen und wurde im und unmittelbar nach dem Ersten Weltkrieg einer der größten Nutzfahrzeughersteller im Vereinigten Königreich. In den 1930er Jahren stellte Thornycroft einige Lkw mit innovativen Konzepten vor. Nach Ende des Zweiten Weltkrieges wurde die Produktion der Vorkriegstypen zunächst ohne wesentliche Veränderungen fortgesetzt, erst ab Mitte der 1950er Jahre kam es zu Modellpflege und Neukonstruktionen. Das Unternehmen setzte bei den von ihm produzierten Lkw bis auf wenige Ausnahmen selbst konstruierte Motoren ein, seit 1933 auch Dieselmotoren, diese überzeugten durch ihre Leistungsfähigkeit. Vorreiter war das Unternehmen bei Entwicklung und Produktion geländegängiger Lastkraftwagen.
Im Zuge des Konzentrationsprozesses der britischen Nutzfahrzeugindustrie wurde das seit 1948 als Transport Equipment (Thornycroft) firmierende Unternehmen 1960 von Associated Equipment Company übernommen. Unter dem Dach der Associated Commercial Vehicles waren die ursprüngliche AEC, Crossley Motors, Maudslay Motor Company, Park Royal Vehicles und Charles H. Roe vereint. Im Gesamtverbund bestand kein Bedarf an einer weiteren Lkw-Typenreihe, war doch die Bereinigung der Typenvielfalt zur Erreichung wirtschaftlicher Losgrößen in der Serienproduktion eines der Ziele des Konzentrationsprozesses. Die Produktion von normalen Lastkraftwagen dieser Marke wurde beendet, während der Bau von Spezialfahrzeugen, wie Flughafenfeuerwehren, Baustellenfahrzeugen und Fahrzeugen für den Einsatz auf Ölfeldern und des allradgetriebenen Nubian zunächst fortgesetzt wurde. ADV wurde schließlich 1962 von Leyland Motors übernommen. 1968 wurde das Werksgelände in Basingstoke verkauft. Die noch verbliebene Produktion wurde in das ehemalige Scammell-Werk in Watford transferiert.

## Personenkraftwagen

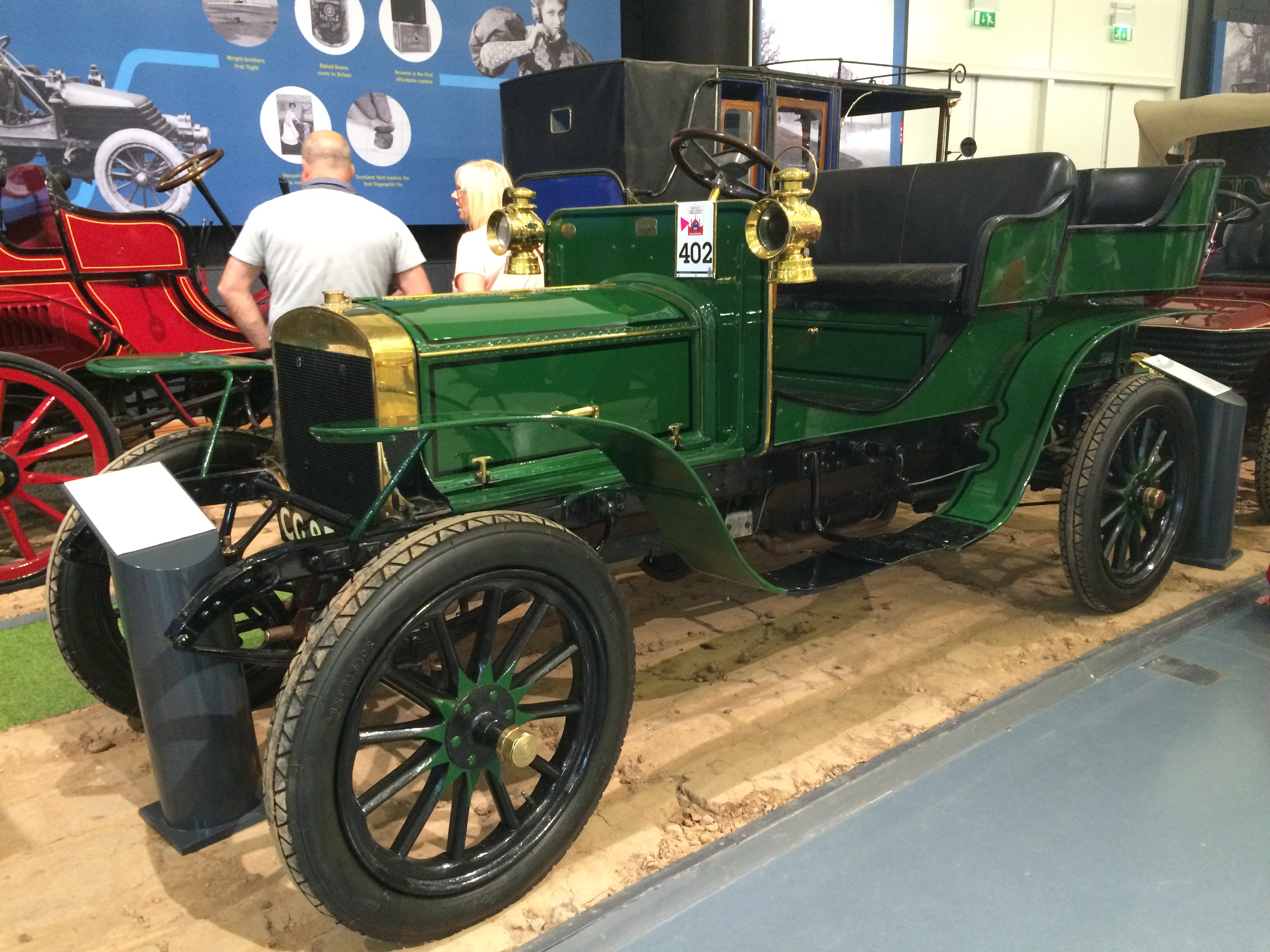
Pkw

1903 erschienen die ersten Personenkraftwagen. Dabei handelte es sich um die Modelle 10 hp und 20 hp. Das Modell 10 hp hatte einen Zweizylindermotor mit 1779 cm³ Hubraum und das Modell 20 hp einen Vierzylindermotor mit 3558 cm³ Hubraum. Die Motoren waren wassergekühlt und hatten - für die damalige Zeit durchaus ungewöhnlich - obenliegende Ventile. Nach diesen ersten, eher experimentellen Charakter tragenden Fahrzeugen wandte sich das Unternehmen dem Bau größerer Fahrzeuge zu.
1906 folgten die Vierzylindermodelle 14/20 HP mit 2694 cm³ Hubraum und 24 HP mit 4655 cm³ Hubraum sowie das Sechszylindermodell 36 HP mit 6983 cm³ Hubraum. 1907 kam der 30 HP mit Vierzylindermotor und 5187 cm³ Hubraum dazu. 1908 erschien als Nachfolger des 14/18 hp der 18 hp mit dem gleichen Motor, dessen Hubraum 1909 auf 3233 cm³ und 1911 auf 3652 cm³ erhöht wurde. Ebenfalls 1908 erschien als neues Sechszylindermodell der 45 hp mit 7780 cm³ Hubraum. Wie viele andere Firmen in der damaligen Zeit beteiligte sich Thornycroft an Motorsportveranstaltungen, allerdings ohne durchschlagenden Erfolg. Ab dem Jahre 1913 wandte man sich verstärkt dem Bau von Nutzfahrzeugen zu, deren Produktion höhere Gewinnmargen versprach. Die Produktion von Pkw wurde 1914 eingestellt.
Insgesamt entstanden etwa 450 Pkw.

## Lastkraftwagen

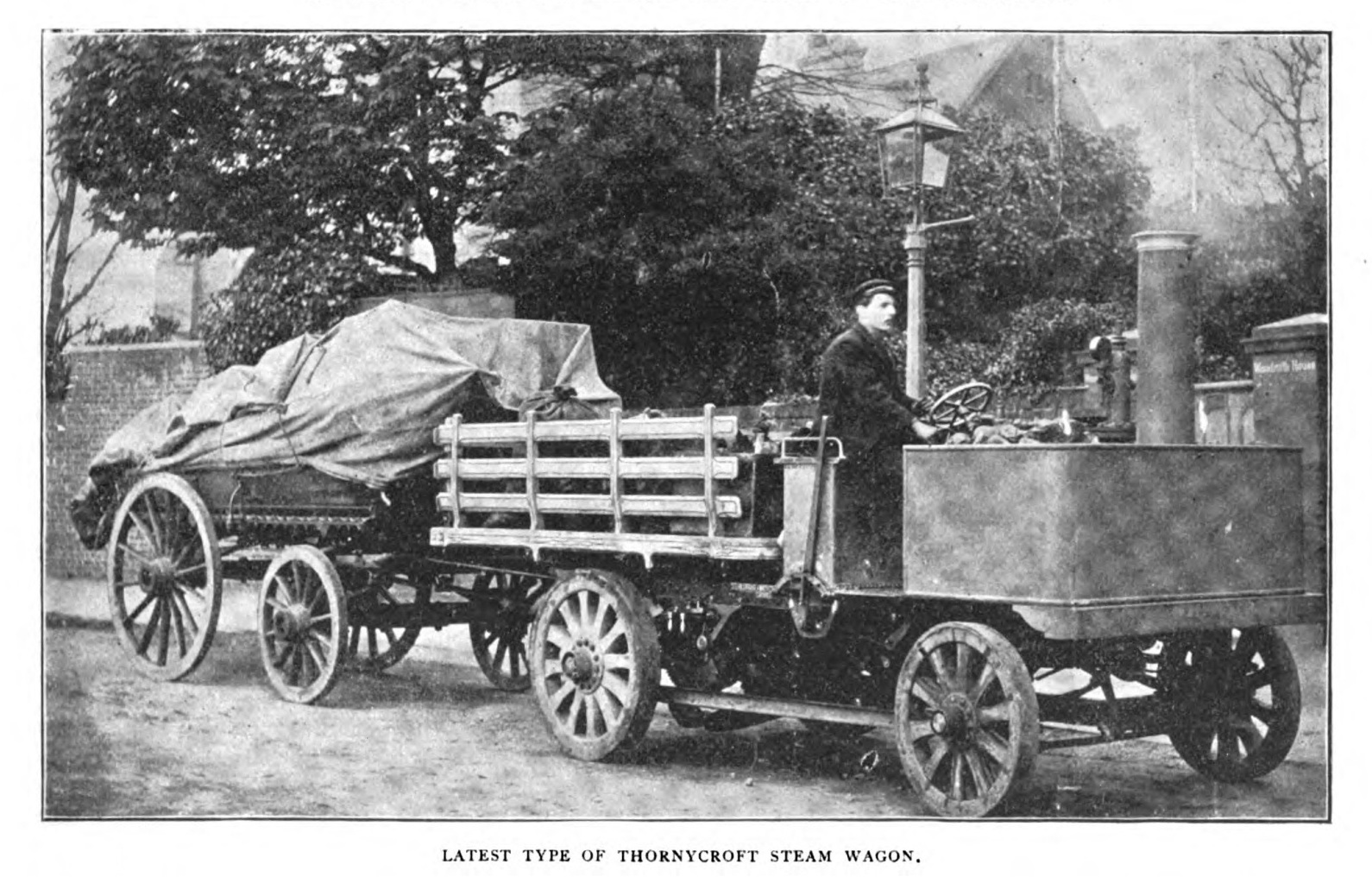
Dampf-Lkw von 1899

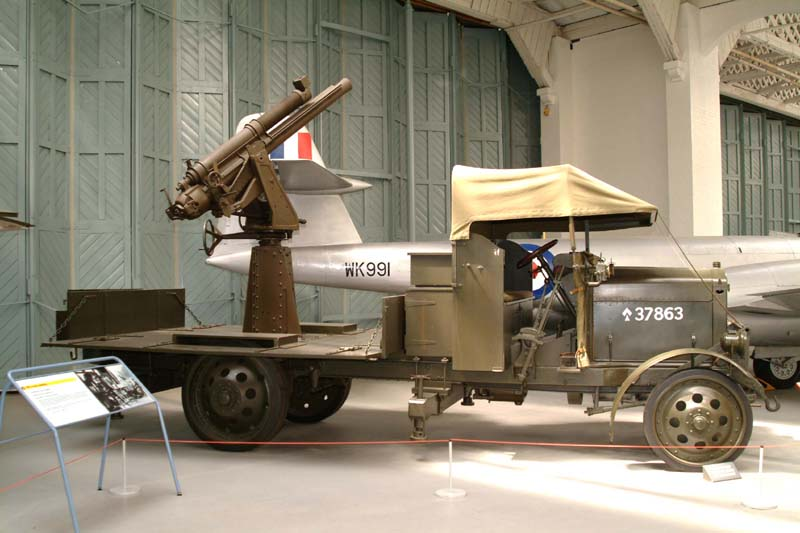
Thornycroft Type J, Lkw des Ersten Weltkrieges mit Flugabwehrkanone (1914)

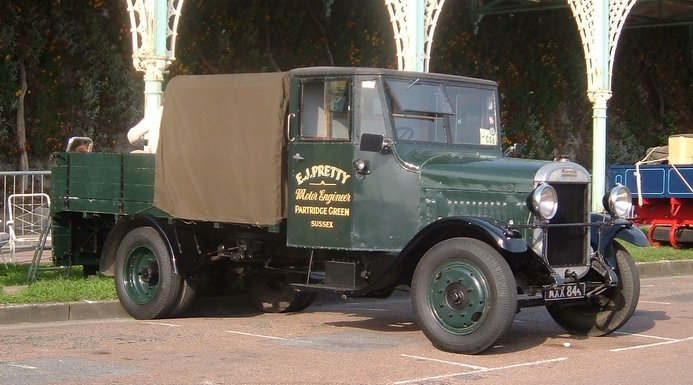
Thornycroft Manly, Baujahr 1934

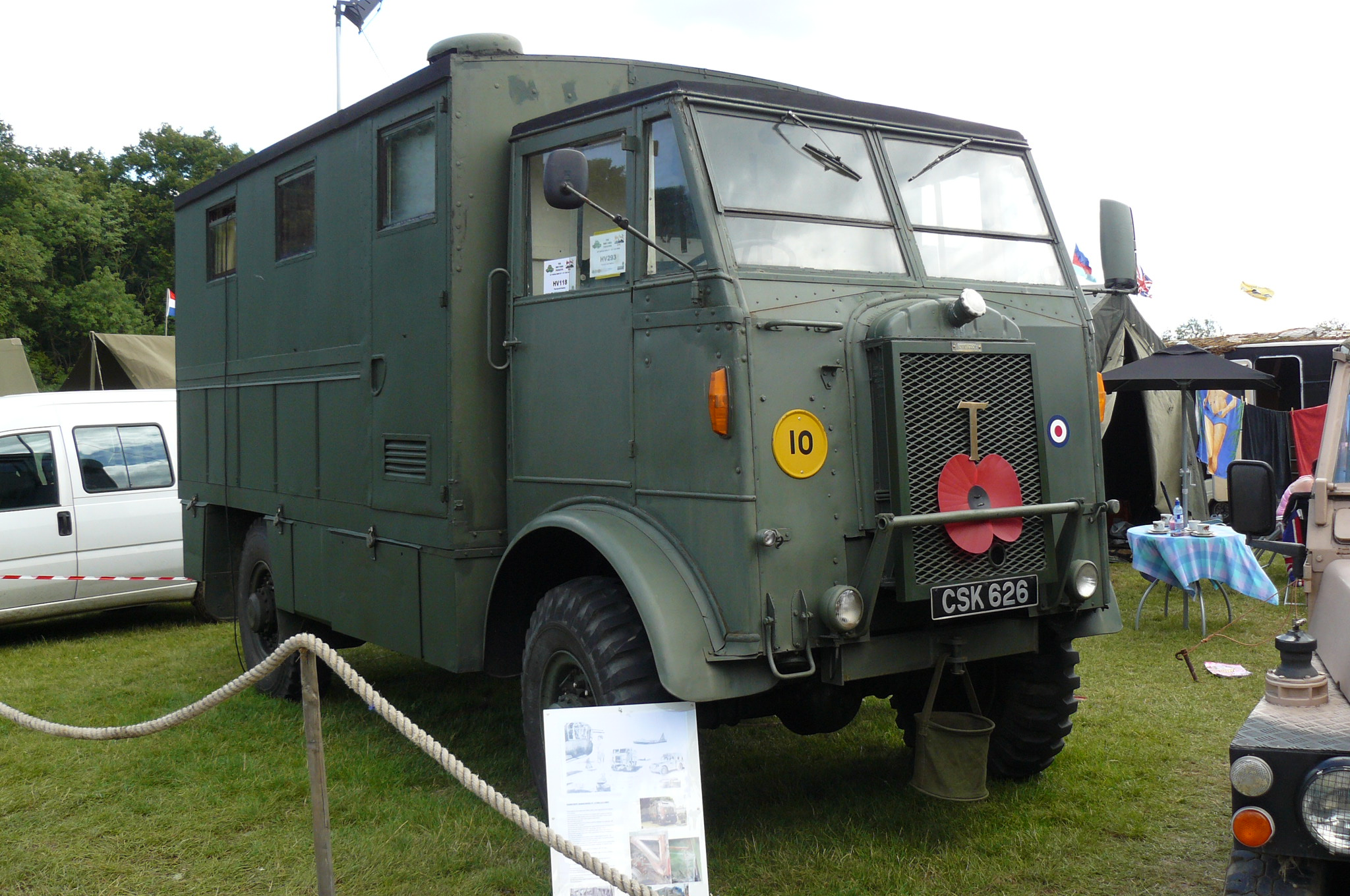
Thornycroft Nubian

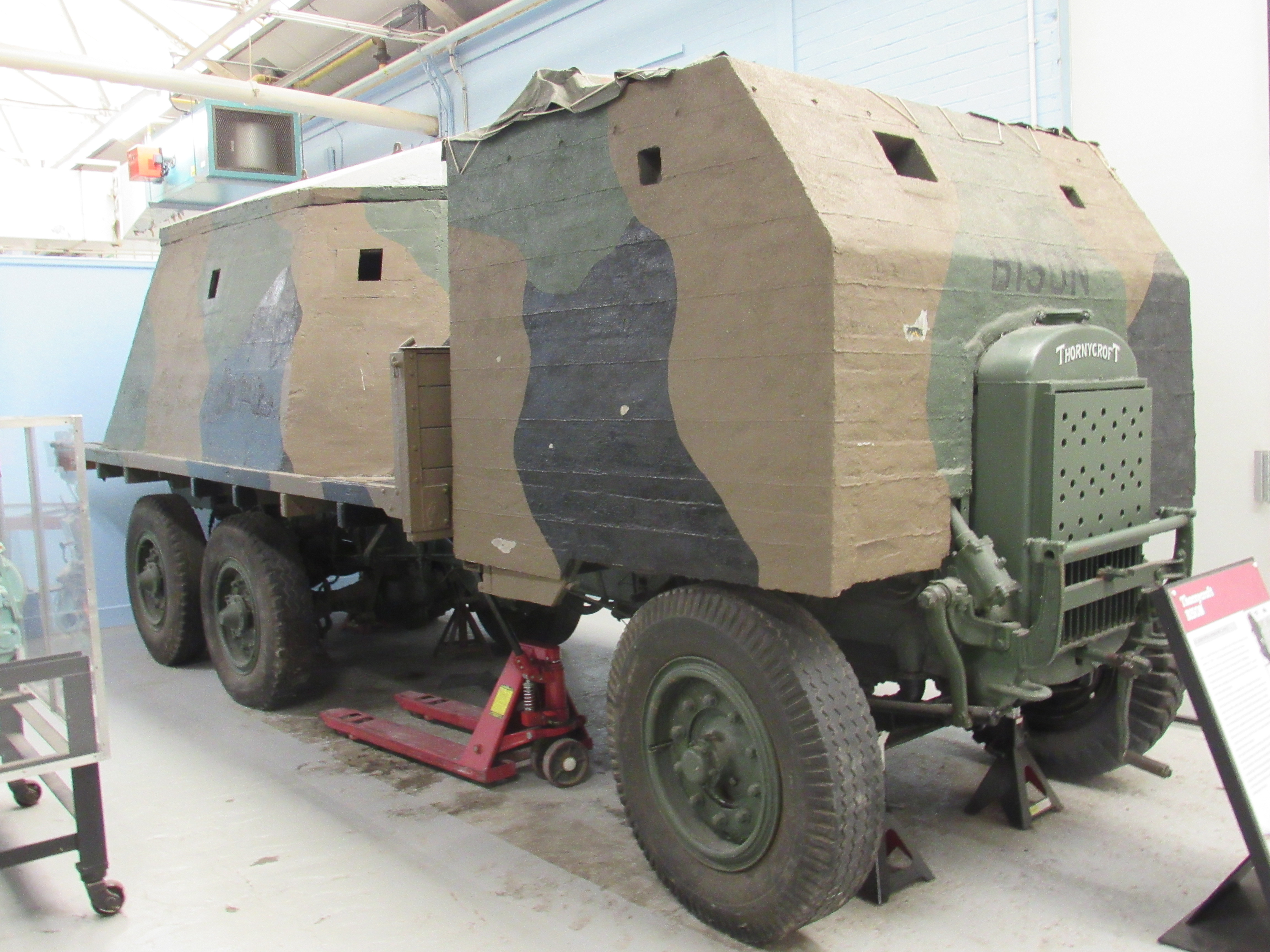
Thornycroft Bison

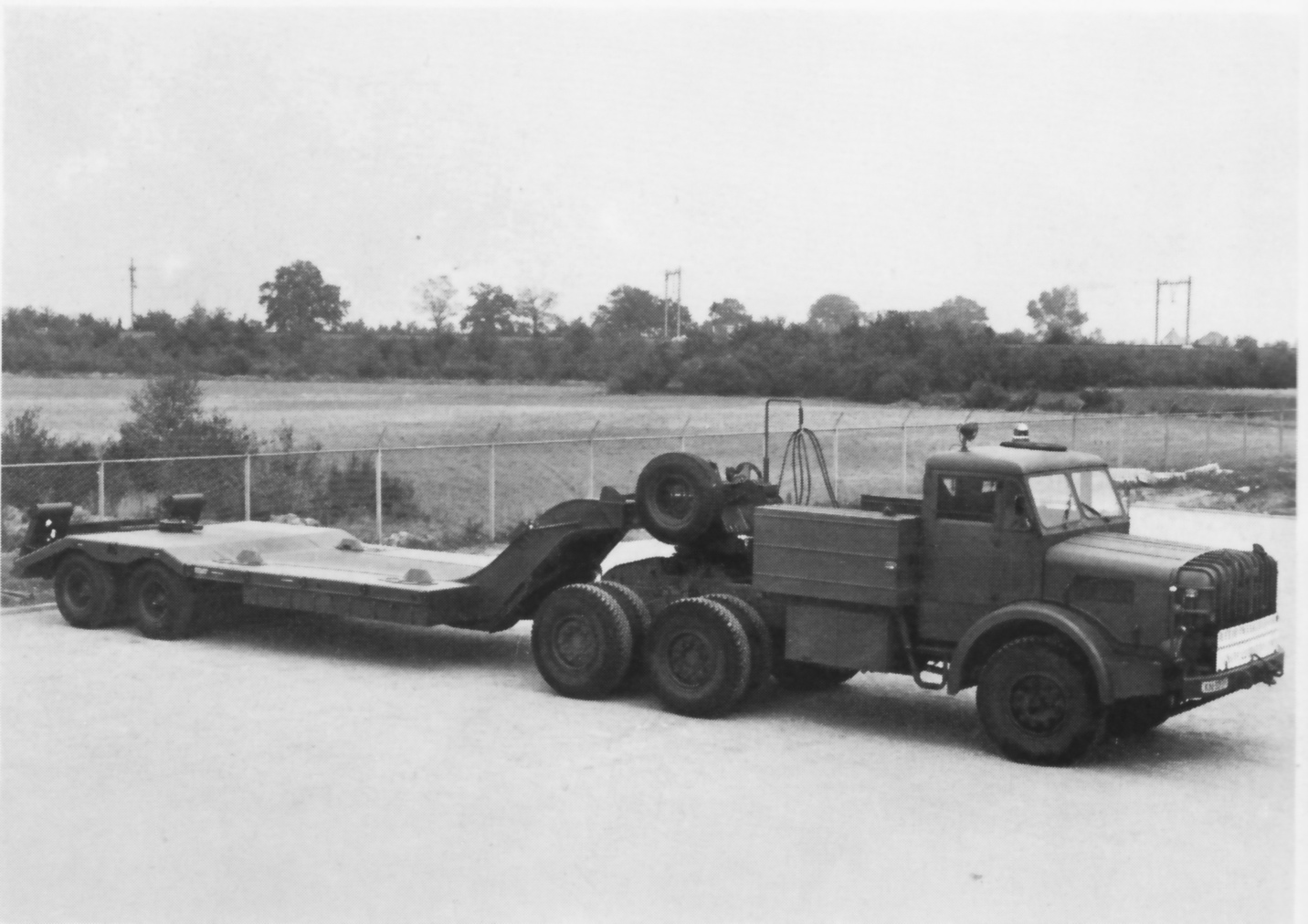
Schwerlastsattelzugmaschine Mighty Antar

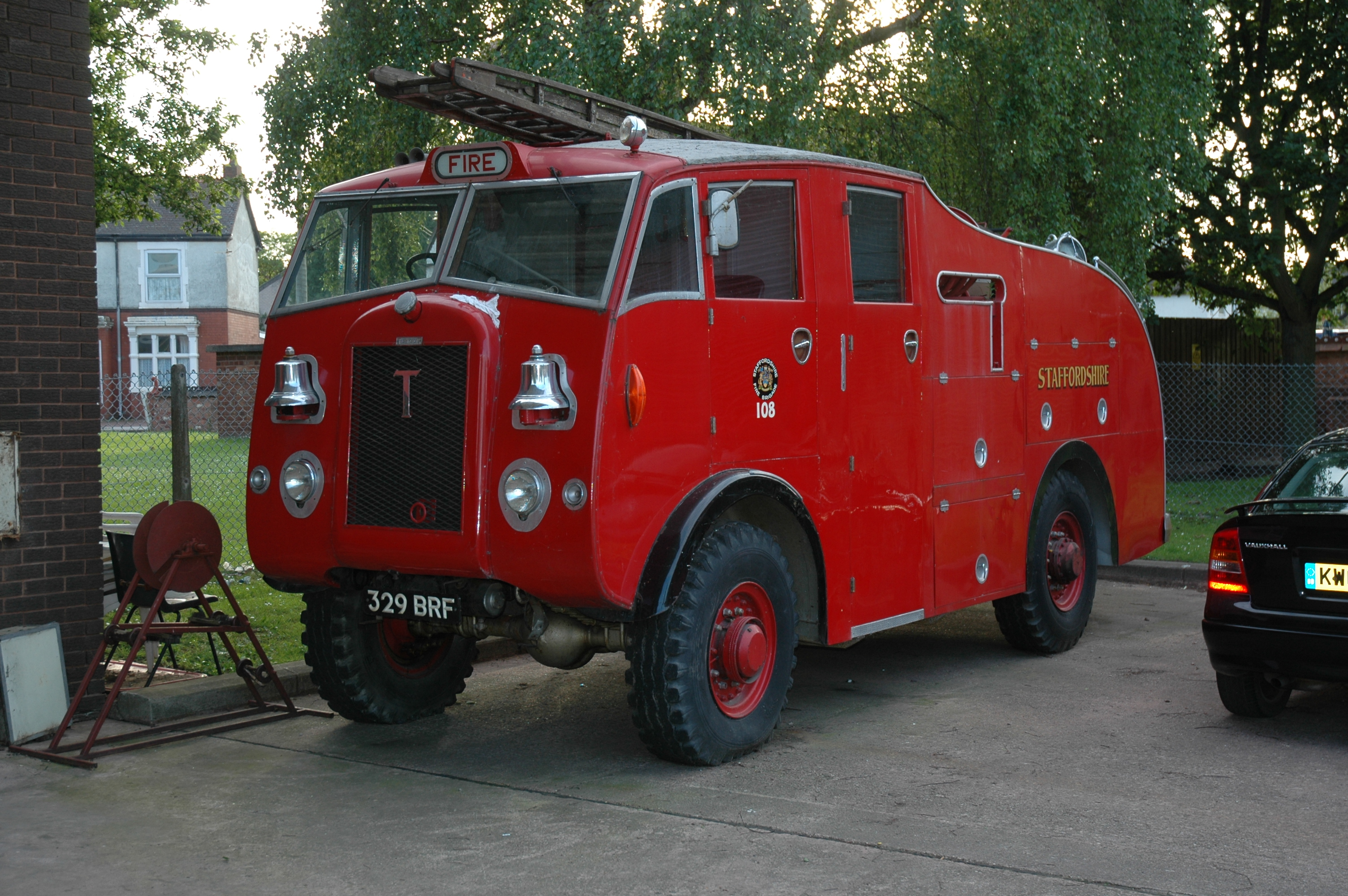
Feuerwehrfahrzeug

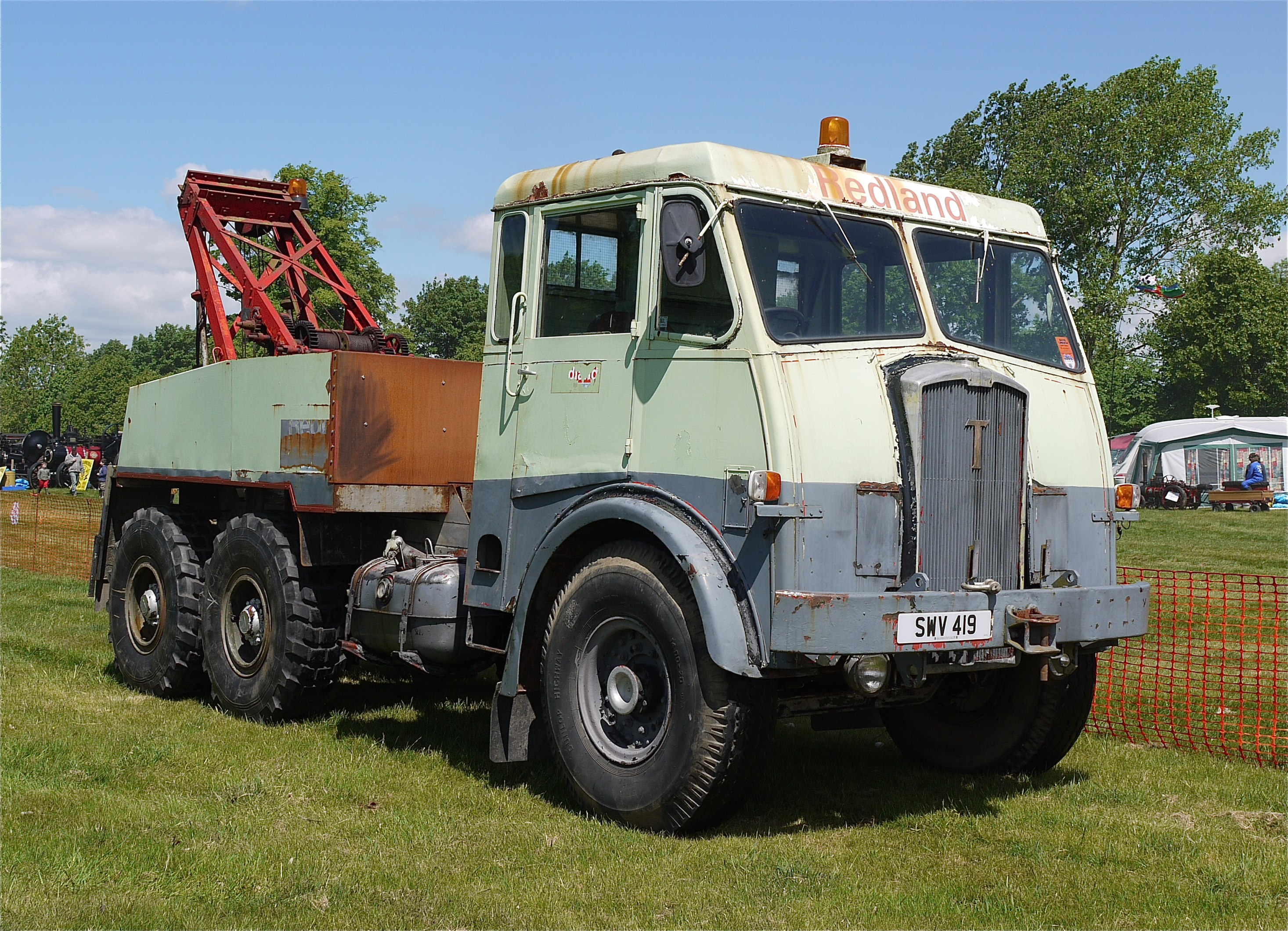
Lkw-Abschleppwagen

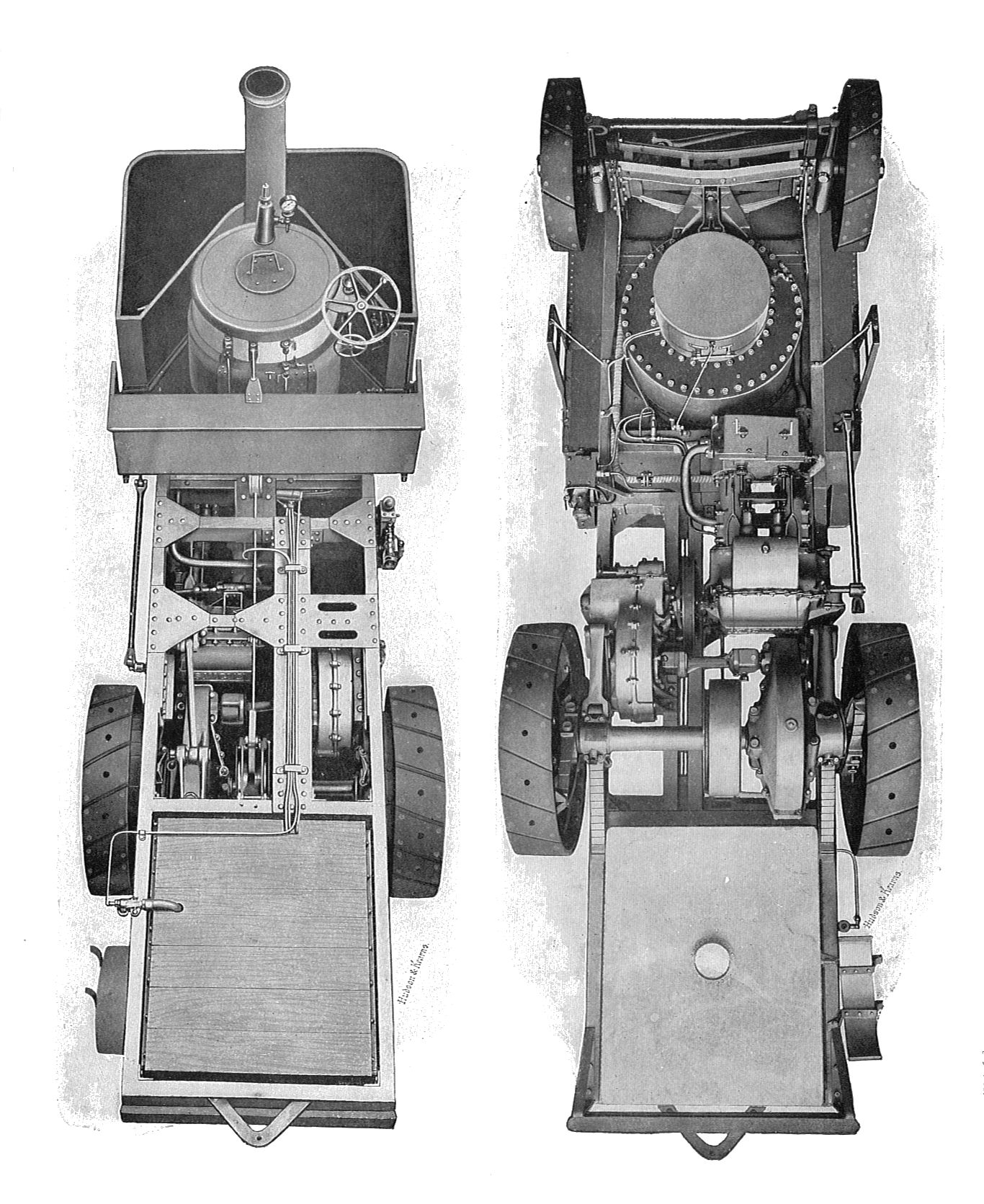
Chassis eines Dampfwagens von Thornycroft, Baujahr 1905. Links Draufsicht, rechts das Fahrgestell von unten

### Dampfwagen
Das erste Straßenfahrzeug, das das Unternehmen produzierte, war ein dampfgetriebener Lkw. Das 1896 vorgestellte Fahrzeug erwies sich als gelungene Konstruktion, so dass eine relativ große Anzahl dieser Fahrzeuge gefertigt wurde. Ab Beginn des 20. Jahrhunderts wandte man sich zunächst dem Bau von Personenkraftwagen mit Benzinmotor zu, produzierte aber in den ersten Jahren des 20. Jahrhunderts auch weiterhin Dampfwagen.

### Erste Lastkraftwagen mit Verbrennungsmotor
Als Wendepunkt in der Geschichte des Unternehmens erwies sich der 1912 erschienene J-Type. Für eine Nutzlast von 4,5 ton ausgelegt, wurde das Fahrzeug von einem 30 bhp leistenden Benzinmotor mit seitlich stehenden Ventilen angetrieben. Das Fahrzeug war ein Langhauber, eine Ausführung, die damals im Vereinigten Königreich als normal control bezeichnet wurde. Bereits seit 1908 bestand eine Regelung, das britische Speditionsunternehmen staatliche Zuschüsse erhalten können, wenn sie Fahrzeuge betrieben, die nach militärischen Anforderungen ausgelegt waren und während eines Notstandes innerhalb von 72 Stunden verfügbar gemacht wurden. Der J-Type fiel unter diese Regelung, was den Absatz des Fahrzeuges förderte. Während des Ersten Weltkrieges wurden über 5000 Lastkraftwagens dieses Typs ausgeliefert. Nach Ende des Krieges wurde die Motorleistung auf 50 bhp angehoben. Der J-Type blieb bis 1926 in Produktion.
Bereits ab 1924 bot Thornycroft mit dem A1 einen kleineren Lkw für eine Nutzlast von 30 cwt an, ebenfalls ein Langhauber. Aus dem A1 wurde das Chassis für den A2 abgeleitet, der für eine Nutzlast von 2 ton ausgelegt war. Beide Fahrzeuge wurden vorrangig als Pritschenfahrzeuge ausgeliefert, konnten aber mit einer Vielzahl von Aufbauten versehen werden. Auch von diesen Typen wurden mehrere tausend Stück gebaut. Spätestens mit dem A1/A2 hatte sich Thornycroft als einer der führenden Nutzfahrzeughersteller im Vereinigten Königreich etabliert. Nach Ende des Ersten Weltkrieges wurde der zivile Fahrzeugmarkt durch die ausgesonderten Militär-Lkw förmlich überschwemmt, so dass der Absatz für Neufahrzeuge förmlich einbrach. Diese Entwicklung brachte viele britische Nutzfahrzeughersteller in finanzielle Schwierigkeiten. Thornycroft überstand aber nicht zuletzt wegen des A1 diesen Zeitraum unbeschadet.
Der 1928 erschienene PB-Type war als erster Lkw des Unternehmens als Frontlenker ausgelegt. Bei der durch die damaligen Zulassungsbeschränkungen begrenzten Gesamtlänge der Fahrzeuge versprach diese Bauweise eine größere Länge der Ladefläche. Nicht zuletzt deswegen setzten sich Frontlenkerfahrzeuge in Großbritannien bereits in den 1930er Jahren als vorherrschende Bauweise für Lastkraftwagen durch.

### Mittelschwere Lkw
Die Ursprünge des ab 1927 gebauten XB reichen bis in die Zeit des Ersten Weltkrieges zurück, als erstmals ein größerer Bedarf an geländegängigen Lkw entstand. Basierend auf dem A1 hatte Thornycroft 1926 mit dem A1 RSW einen geländegängigen Lkw mit zwei angetriebenen Hinterachsen entwickelt, dabei stand RSW für rigid six wheeler (dreiachsiges Pritschenfahrzeug). Der FB4-Motor des A1 wurde beibehalten. Angetrieben wurde die zweite Achse über ein Schneckengetriebe, von dort aus die dritte Achse. Thornycroft ließ sich dieses Antriebsprinzip patentieren. Zur Verbesserung der Fahreigenschaften im Gelände kam ein außen eingesetztes Vorgelege zur Anwendung. In Kombination mit dem serienmäßigen Vierganggetriebe standen damit acht Vorwärts- und zwei Rückwärtsgänge zur Verfügung. Der A1 RSW mit einer Nutzlast von 2,5 ton wurde ab 1926 durch den A3 RSW abgelöst, der eine Nutzlast von 3 tons tragen konnte. 1927 folgte der XB mit 5 tons Nutzlast im normalen und 3 tons im schweren Gelände. Mit Einführung der Baureihennamen wurde 1931 aus dem XB der Amazon. Konzeptionell war der Amazon ähnlich wie der A3 RSW ausgelegt. Auch hier wurden beide Hinterachsen angetrieben, ebenso wurde ein Vorgelege eingesetzt. Das Fahrzeug entsprach den Forderungen des britischen War Office für geländegängige Fahrzeuge. Durch die Verwendung bereits vorhandener Komponenten konnten die Produktionskosten gering gehalten werden. Angetrieben wurde der Lkw von einem Vierzylinder-Ottomotor. Der MB4 genannte Motor gab eine Leistung von 60 bhp zum Einsatz. Eine Version mit längerem Radstand wurde ebenfalls angeboten, allerdings blieb die Nutzlast gleich. 1931 wurde die Nutzlast auf der Straße auf 6 tons erhöht. Parallel zum XB wurde ab 1929 der EC gebaut. Die Nutzlast auf der Straße betrug zwar nur 5 tons, dafür war das Fahrzeug mit dem stärkeren, 78 bhp leistenden Sechszylindermotor WB6 ausgerüstet. Mit normalen und verlängertem Radstand erhältlich, wurde der EC ab 1932 als Sechszylinder-Version des Amazon mit einer auf 6 tons angebhobenen Nutzlast auf der Straße vermarktet. Aus der Baureihenbezeichnung EC wurde XB, die Motorisierungsvarianten wurden durch den in der Bezeichnung angehängten Motortyp unterschieden. Ab 1933 gab es den Amazon auch mit dem CIND4-Dieselmotor. Der Typ wurde bis einschließlich 1936 gebaut.
Beim 1931 vorgestellten Taurus lag der Motor vor der Vorderachse des Fahrzeuges. Bei vorgegebenem Radstand konnte so die Länge der Ladefläche maximiert werden, außerdem war der Wendekreis gegenüber anderen Fahrzeugtypen mit gleicher Nutzlast geringer. Ab 1933 waren die Lkw von Thornycroft auch mit Dieselmotor erhältlich, nachdem bereits zwei Jahre vorher erste Versuchsmodelle mit derartigen Motoren ausgerüstet wurden. Die Nutzlast lag je nach Ausführung zwischen 6 und 6,5 ton. Ursprünglich wurde die als JD4 bezeichnete Version vom MB/4, einem Vierzylinder-Ottomotor mit einer Leistung von 60 bhp angetrieben. Alternativ war mit dem JD6 auch ein Fahrzeug mit einem Sechszylinder-Ottomotor und einer Leistung von 76 bhp bei einem Hubraum von 6,9 l erhältlich. Erstmals erhielt dieser Typ eine gebremste Vorderachse. Die Unterdruck-Bremsanlage stammte von Westinghouse. Das Vierganggetriebe war nicht synchronisiert. Die Hinterachse wurde über ein Schneckenradgetriebe angetrieben. Die Hinterachse war zwillingsbereift, Luftreifen gehörten zur Standardausrüstung.
Nachdem Mercedes-Benz auf der Commercial Motor Show 1927 Lkw mit Dieselmotor vorgestellt hatte und diese Fahrzeuge kurze Zeit später auf dem britischen Markt angeboten wurden, wuchs der Druck auf die britischen Hersteller, die diese Technologie nicht wahrgenommen hatten und bis in die 1930er Jahre Lkw mit Ottomotoren, teilweise, wie Foden oder Sentinel auch noch an Dampfwagen festhielten. Thornycroft reagierte zügig und präsentierte 1930 einen Dieselmotor mit 10,7 l Hubraum und einer Leistung von 90 bhp. Nachdem der Motor in einigen Versuchsfahrzeugen eingesetzt worden war, bot man ihn für den QD Colossus an. Die ab 1932 gebauten Vier- und Sechszylinder-Dieselmotoren vom Typ CIND4 und CIND6 unterschieden sich konstruktiv vom ersten Thornycroft-Dieselmotor. Der kleinere Vierzylinder leistete bei einem Hubraum von 7,5 l 92 bhp, während der Sechszylindermotor bei einem Hubraum von 11,25 l eine Leistung von 147 bhp abgab. Ein Taurus mit dem CIND4-Dieselmotor wurde von der Zeitschrift The Commercial Motor journal getestet. Hervorgehoben wurde, das der Motor leicht ansprang, was an der für 24 Volt Betriebsspannung ausgelegten Bordstromanlage und dem Bosch-Anlasser lag. Außerdem besaß der Motor eine Dekompressionseinrichtung, um das Startverhalten bei kalter Witterung zu verbessern. Ebenso beeindruckt zeigten sich die Tester von der Elastizität des Motors, das Fahrzeug lief im höchsten Gang mit einer Geschwindigkeit von lediglich 6 mph ohne zu Stocken. Thornycroft gab den Kraftstoffverbrauch mit 22,6 l je 100 km an. Neben dem Dieselmotor waren für den Taurus auch noch die bekannten Vier- und Sechszylindermotoren verfügbar. Alle Motorvarianten wurden mit normalem und verlängertem Radstand angeboten.
In der ungefähr gleichen Nutzlastklasse wie der Taurus wurde ab 1932 der Mastiff angeboten. Mit einer Nutzlast von 7 tons wurde der Langhauber in zwei Versionen gebaut, als SD/MB4 mit einem Vierzylinder-Benzinmotor mit 60 bhp oder als SD/WB6 mit dem 78 bhp leistenden WB6-Motor. Beide Motoren hatten seitliche Ventile. Motor und Getriebe bildeten eine Einheit in Blockbauweise. Angetrieben von einem Schneckengetriebe wurde die zweite Achse, die dritte Achse war als Schleppachse ausgebildet, ebenso fehlte ein Vorgelege. Damit war das Fahrzeug nicht geländegängig. 1933 wurde die Nutzlast auf 7,5 tons vergrößert, gleichzeitig wurde das Fahrzeug alternativ mit dem CIND4-Dieselmotor angeboten. Die Ausführungen mit den ursprünglichen Ottomotoren wurden nicht mehr angeboten, allerdings war auch der AC6, ein Sechszylinder-Ottomotor mit im Zylinderkopf liegenden Ventilen und einer Leistung von 99 bhp erhältlich. Bereits 1934 wurde die Produktion des Mastiff eingestellt.
Der Sturdy löste im Prinzip ab 1936 den Taurus in der 6-ton-Nutzlastklasse ab. Auf der Commercial Motor Show vorgestellt, wurde der Lkw von einem neu entwickelten Vierzylinder-Ottomotor angetrieben. Der TC4 genannte Motor mit seitlich stehenden Ventilen leistete 60 bhp bei einem Hubraum von 3,8 l. Das Fahrzeug wurde als Frontlenker mit zwei verschiedenen Radständen für Nutzlasten von 4 bis 5 tons angeboten, bereits im ersten Produktionsjahr kam ein Haubenfahrzeug, ebenfalls mit zwei Radständen lieferbar, hinzu. Da jede Ausführung mit 4 oder 5 tons Nutzlast angeboten wurde, ergaben sich beim Sturdy insgesamt acht Modellvarianten. Der Fünftonner bekam ein Führerhaus in Leichtbauweise. Dadurch konnte das Fahrzeug in eine günstigere Steuerklasse eingeordnet werden. Durch das geringere Leergewicht war ebenso eine Zulassung für eine Höchstgeschwindigkeit von 30 mph möglich. Ein elektrischer Anlasser war auch hier nur gegen Aufpreis erhältlich.
Zu den ursprünglichen acht Ausführungen kamen 1937 zwei Kipperfahrzeuge für ein Ladevolumen von 3,5 und 4 Kubikyard hinzu. Als ZE/TC4 bezeichnet, gab es diese Fahrzeuge nur als Frontlenker. Ebenfalls ab 1937 wurde der YE/TC4, ein Haubenfahrzeug, als Sattelzugmaschine für Anhängelasten von 6 bzw. 8 tons gebaut. Ab 1939 wurde als Motorisierungsvariante der neu entwickelte Sechszylinder-Dieselmotor MD6 mit 3,9 l Hubraum und einer Leistung von 75 bhp angekündigt. Durch den Ausbruch des Zweiten Weltkrieges ging das Fahrzeug mit diesem Motor nicht mehr in Produktion. Der Sturdy wurde erst ab 1945 mit Dieselmotor gebaut.
Mit Beginn des Zweiten Weltkrieges wurde die Produktion von Lastkraftwagen und Omnibussen im Vereinigten Königreich für zivile Abnehmer praktisch eingestellt, die meisten Nutzfahrzeughersteller wurden in die Produktion von Rüstungsgütern einbezogen. Der Sturdy war einer der wenigen Lkw, der mit einer besonderen Erlaubnis des Ministry of Transport für den zivilen Markt weiter hergestellt werden durfte. Dieser Typ wurde daneben auch in großer Stückzahl vom britischen Militär beschafft. Als 1948 die Lkw-Produktion für den zivilen Markt wieder im vollen Umfange wieder aufgenommen wurde, wurden sowohl das Pritschenfahrzeug als auch die Zugmaschine im Prinzip unverändert produziert.
Ab 1950 wurde der Sturdy als Sturdy Star vertrieben. Während die Änderungen an Chassis und Motor geringfügig waren, erhielt die Serie kurz nach der Umbenennung ein neues Führerhaus. Während andere britische Nutzfahrzeughersteller wie Foden oder Atkinson Vehicles in diesem Zeitraum Führerhäuser aus Fiberglas einführten, setzte Thornycroft auf eine eher konventionelle Ganzstahlausführung. Gegenüber der bis dahin vorherrschenden Gemischtbauweise boten beide Konstruktionsprinzipien den Vorteil größerer Langlebigkeit und Wartungsfreiheit, während die Stahlausführung einfacher zu produzieren war. Thornycroft verbaute bei seinen Fahrzeugen das gleiche Führerhaus wie Guy Motors, obwohl es sonst zwischen den beiden Firmen keine Berührungspunkte gab.
Im Jahr 1957 löste der Swiftsure den Sturdy Star ab. Die Auslegung blieb grundsätzlich gleich, ein neues Führerhaus mit Panoramascheiben war ab 1959/60 erhältlich.
Der schwerste Zweiachser, den das Unternehmen ab 1935 produzierte, war der Trusty mit 8 ton Nutzlast. Aus der ursprünglichen Konstruktion entstand als größtes Fahrzeug des Herstellers der vierachsige (eight-wheeler) Trusty mit einer Nutzlast von 15 ton. Ursprünglich als Frontlenker ausgelegt, wurde er auch als Haubenfahrzeug angeboten. Motorisiert wurde der Lkw entweder vom DC4-Dieselmotor mit 5,3 l Hubraum und 65 bhp Leistung oder vom AC4-Ottomotor, der bei 5,2 l Hubraum 76 bhp leistete. Ab 1935 waren auch Sechszylinder-Otto- und Dieselmotoren für den Trusty verfügbar. Motor und Vierganggetriebe waren wie bei anderen Typen als Block zusammengefasst und zur Schwingungsdämpfung an drei Punkten auf Gummipuffern gelagert. Über eine zweiteilige Kardanwelle und ein Schneckengetriebe wurde die Hinterachse angetrieben. Ab 1936 gab es eine Ausführung mit verlängertem Radstand, damit wuchs die Anzahl der Modellvarianten von vier auf acht. Die Nutzlast lag bei allen Modellen bei 8 tons, nur die Ausführungen mit dem Sechszylinder-Dieselmotor waren auf 6,75 tons (normaler Radstand) bzw. 7 tons (langer Radstand) limitiert.
Der Vierachser wurde ab 1948 wieder für zivile Kunden angeboten. Ab Beginn der 1950er Jahre war der Trusty auch als schwere Sattelzugmaschine mit der Radformel 4 * 2 erhältlich.

### Schwere Lkw
Mit dem 1930 erschienenen QC-Type erschloss Thornycroft den Markt für schwere Lastkraftwagen. Als Dreiachser konnte das Fahrzeug Nutzlasten bis zu 12 ton tragen. Ungeachtet der Tatsache, dass die Hinterachse zwillingsbereift war, wurden derartige Fahrzeuge im Vereinigten Königreich als six-wheeler bezeichnet. Bei verringerter Nutzlast war der QC eingeschränkt geländegängig. Ab 1933 ersetzte Thornycroft die Buchstabenkombinationen zur Bezeichnung der einzelnen Baureihen durch einprägsame Namen. Aus dem QC wurde der Dreadnought. Die Produktion dieses Kurzhaubers, der wegen der extrem kurzen Motorhaube auch als Frontlenker bezeichnet wurde, wurde 1932 eingestellt, im Folgejahr erschien der neue Dreadnought. Mit einem Hubraum von 11,3 l und einer Leistung von 104 bhp war der im QC verbaute Sechszylinder-Ottomotor der größte Motor, den Thornycroft in seinen Lastkraftwagen einsetzte.
Schwerster nicht geländegängiger Lkw im Produktionsprogramm 1933 war der Jumbo mit einer Nutzlast von 11 bis 12 tons. Dieses Fahrzeug war nicht geländegängig und wurde nur 1933 produziert. Der Jumbo und der QC-Type wurden im gleichen Jahr durch den Dreadnought, wie seine Vorgänger für 12 ton Nutzlast ausgelegt, abgelöst. Der im unmittelbaren Vorgänger QC verbaute NC-Motor wurde durch den ND ersetzt, der bei gleichem Hubraum nun 133 bhp leistete. Die Leistungssteigerung wurde vor allem durch die nun im Zylinderkopf hängenden Ventile erreicht. Alternativ wurde der CIND6-Dieselmotor, ebenfalls mit 11,3 l Hubraum angeboten. Das Fahrzeug war als Frontlenker (QD), Haubenfahrzeug (QC) und Frontlenker mit kurzem Radstand (QE) erhältlich. Die Nutzlast gab Thornycroft mit 10 bis 11 tons an, das waren weniger als die ursprünglich angekündigten 12 tons. Da die Nachfrage nach schweren Lkwn stark nachließ, wurde die Produktion 1934 eingestellt. Das Unternehmen bot auf dem britischen Markt keine Dreiachser mehr an, exportierte jedoch weiterhin solche Fahrzeuge.
Der Stag sollte ab 1934 den QC-Type ablösen. Ebenfalls als six-wheeler ausgelegt, lag das Leergewicht des Fahrzeuges aufgrund der Leichtbaukonstruktion des Rahmens bei nur 7 ton, während die Nutzlast gegenüber dem Vorgänger mit 12 bis 12,5 ton nahezu gleich blieb. Neben den verringerten Betriebskosten führte die Leichtbauweise auch zu einer günstigeren steuerlichen Einstufung. Der Stag löste sowohl den Jumbo als auch den Dreadnought in der Ausführung von 1933 ab. Zugunsten der leichteren Bauweise verzichtete man beim Stag auf die Geländegängigkeit. Wie fast alle neuen Typen von Thornycroft wurde er auf der Commercial Motor Show des Jahres vor Produktionsbeginn vorgestellt. Der Stag war mit dem AC6-Sechszylinder-Ottomotor mit 104 bhp oder mit dem  CIND6-Dieselmotor erhältlich. Letzterer wurde 1936 durch den kompakteren DC6 abgelöst, der bei 7,9 l Hubraum 99 bhp leistete. Der Frontlenker war serienmäßig mit einem Vorgelege ausgerüstet, dabei konnten die Kunden zwischen einem Getriebe von Thornycroft oder von Maybach wählen. Unglücklicherweise ließ kurz nach Produktionsbeginn des Stag die Nachfrage von schweren Lkw stark nach. Der Absatz von dreiachsigen Lkw sank im gesamten Vereinigten Königreich von 1721 Fahrzeugen 1934 auf 748 Lkw im Jahr 1936. Diese Entwicklung brachte das Unternehmen in finanzielle Schwierigkeiten. Thornycroft strich daher die Produktionspalette rigoros zusammen, der Stag blieb der einzige Dreiachser, den das Unternehmen 1935/36 anbot. In den beiden Folgejahren wurden überhaupt keine Dreiachser für den heimischen Markt gebaut, allerdings wurde der Stag weiterhin für den Export gefertigt.
1938 erschien eine vollkommen neu konstruierte Version des Dreadnought mit der Baureihenbezeichnung TF für Nutzlasten von 10 tons. Während der ursprüngliche Dreadnought ein konventioneller Langhauber mit hinten liegender Zwillingsachse war, war die neuere Ausführung ein Frontlenker mit vorn liegender, lenkbarer Doppelachse. Der TF war bedingt geländegängig. Der Wiedereinstieg in den britischen Markt für schwere Lkw war letztendlich erfolgreich, der Dreadnought konnte gewinnbringend gebaut werden. Anstelle eines vom Unternehmen konstruierten Dieselmotors kam der von Gardner zugekaufte 5LW-Dieselmotor zum Einsatz. Dieser 6,9-Liter-Fünfzylindermotor hatte eine Leistung von 85 bhp und trieb über ein Fünfganggetriebe mit angesetztem Vorgelege die Hinterachse an. Der von Thornycroft konstruierte DC4/1-Vierzylinder-Dieselmotor leistete ebenfalls 85 bhp, bei allerdings deutlich geringerem Hubraum von nur 5,3 l. Dadurch gab er seine Höchstleistung bei einer Drehzahl von 2200/min ab, während der Gardner-Motor nur eine Drehzahl von 1700/min benötigte. Letztendlich kam Thornycroft dem Wunsch der Kunden nach einem großvolumigen, relativ niedrig drehenden Dieselmotor nach, der einen guten Kompromiss zwischen Wirtschaftlichkeit und Fahrleistungen bot. Der Produktionsbeginn des Dreadnought war 1939. Kriegsbedingt wurden nur zehn Fahrzeuge montiert, bevor die Produktion 1941 eingestellt wurde.

### Leichte Lkw
Kleinster vor dem Zweiten Weltkrieg angebotener Lkw des Unternehmens war der Handy mit 2 ton Nutzlast. Der Handy war ein Frontlenker (Modell BE), der gleich große Langhauber hieß Manly (Modell AE). Beide Typen waren mit normalem und langem Radstand erhältlich. Vorgestellt wurden die Modelle im November 1933 auf der Commercial Motor Show. Angetrieben wurden die Fahrzeuge vom FB4, einen Vierzylinder-Ottomotor mit 3,6 l Hubraum und einer Leistung von 40 bhp, die später auf 50 bhp gesteigert wurde. Motorhaube und Führerhaus konnten nach dem Lösen von fünf Bolzen und einigen Verbindungen vom Chassis abgehoben werden, was den Zugang zum Motor und damit die Wartung erleichterte. Thornycroft gab an, dass fünf Personen die Demontage in sechs Minuten ausführen könnten, die Montage sollte in neun Minuten auszuführen sein. Motor und Getriebe waren verblockt, anstelle der bei Thornycroft üblichen Hinterachse mit Schneckengetriebe kam bei diesem Typ ein Kegelradgetriebe zum Einsatz. Die Bremsen waren servounterstützt. Der Handy erwies sich als leistungsfähiges Fahrzeug, bei einem Test durch die Zeitschrift The Commercial Motor journal erreichte er 1933 eine Höchstgeschwindigkeit von 69,3 km/h und beschleunigte in 42 Sekunden von 0 auf 30 mph. Der Kraftstoffverbrauch wurde mit 17,7 l je 100 km angegeben. Mit dem ab 1936 angebotenen FB4/1-Motor, der eine fünfundzwanzigprozentige Leistungssteigerung mit sich brachte, verbesserten sich die Fahrleistungen nochmals. Allerdings war der Handy mit einer Nutzlast von 2 ton relativ klein, daher wurde die Produktion 1938 eingestellt.
Der Nippy für 3-ton Nutzlast wurde erstmals auf der Scottish Show im November 1938 gezeigt. Neben diesem Frontlenkerfahrzeug (Modell GF/TC4) bot Thornycroft mit dem Dandy (HF/TC4) in der gleichen Größenklasse als Haubenfahrzeug an. Auch hier waren ein normaler und ein verlängerter Radstand im Angebot. Angetrieben wurde das Fahrzeug vom relativ kleinen TC4-Motor. Bei einem Hubraum von 3,8 l leistete der Ottomotor 60 bhp. Der Motor wurde erstmals 1936 gebaut und hatte seitliche Ventile. Der TC4 löste auch den bis 1938 gebauten FB4 ab. Motor und Getriebe waren auch hier verblockt, und ebenso wie beim Handy wurde die Hinterachse von einem Kegelradgetriebe angetrieben. Beide Achsen waren mit Trommelbremsen ausgerüstet. Obwohl das Fahrzeug elektrische Fahrtrichtungsanzeiger (Winker) und einen elektrische Scheibenwischer auf der Fahrerseite besaß, war ein elektrischer Anlasser nur gegen Aufpreis erhältlich. Eine Ausrüstung mit elektrischen Anlassern war zu diesem Zeitpunkt bei mittelschweren Lkw schon Standard. Auch dieser Typ konnte während des Zweiten Weltkrieges für zivile Abnehmer produziert werden. Auch der Nippy wurde im Prinzip in der Vorkriegsausführung ab 1948 für den zivilen Markt weitergebaut, ab 1950 hieß er Nippy Star.
Im Jahr 1957 löste der Swift den Nippy Star ab. Der Typ war der kleinste Lkw, der von Thornycroft zu diesem Zeitpunkt angeboten wurde. Während sich an der Konzeption des Typs keine grundlegenden Änderungen ergaben – es blieb beim als Frontlenker ausgelegten Zweiachser mit 3 ton Nutzlast, erhielt er wie der Sturdy ab 1959 ein dem damaligen Zeitgeist entsprechendes, neues Führerhaus mit Panoramascheiben.

### Schwerlastzugmaschinen
Eine Sonderrolle im Produktionsprogramm nahm der Mighty Antar ein. Als überschwere, geländegängige Zugmaschine für Anhängelasten bis zu 100 ton war er ursprünglich für den Einsatz in der Erdölindustrie entwickelt worden, kam aber auch bei Speditionsunternehmen für Schwerlasttransporte zum Einsatz. Im militärischen Bereich wurde er bei der British Army als Panzerzugmaschine eingesetzt. Ungewöhnlich zur damaligen Zeit war er als Sattelzugmaschine ausgelegt. Während die Zugmaschine die Radformel 6 * 4 hatte, hatte der Auflieger insgesamt zwei Achsen. Eine kleinere Version des Mighty Antar war der Big Ben.

### Militärfahrzeuge
Obwohl Thornycroft während des Krieges auch Fahrzeuge für zivile Abnehmer produzieren durfte, war man natürlich auch in die britischen Rüstungsanstrengungen einbezogen worden. Die Erfahrungen des Unternehmens beim Bau geländegängiger Fahrzeuge kamen der Konstruktion des Nubian zugute, der sich als allradgetriebener (four-wheel-drive) mittelschwerer Lkw bzw. Zugmaschine im Krieg in der British Army bewährte. Insgesamt bestellte das War Department während des Krieges über 5000 Fahrzeuge bei Thornycroft.

## Modellübersicht

### Personenkraftwagen
Vor Beginn des Ersten Weltkrieges waren Baureihenbezeichnungen eher unüblich, zumal die Automobilhersteller meist nur Chassis mit Motoren lieferten, die dann von spezialisierten Karosseriebauunternehmen mit Aufbauten versehen wurden. Die unterschiedlichen Kundenwünsche und der rasante technische Fortschritt führten auch in vielen Fällen zu einer großen Anzahl von Baureihen mit relativ kleinen Stückzahlen. Zur Unterscheidung der einzelnen Typen hat sich daher die leistungsmäßige Einstufung nach den Vorgaben des Royal Automobile Club durchgesetzt.
| Modell   | Bauzeit   | Anzahl Zylinder | Motor     | Hubraum cm³ |
| -------- | --------- | --------------- | --------- | ----------- |
| 10 hp    | 1903–1904 | 2               | Ottomotor | 1779        |
| 20 hp    | 1903–1904 | 4               | Ottomotor | 3558        |
| 14/20 hp | 1906–1907 | 4               | Ottomotor | 2694        |
| 24 hp    | 1906–1907 | 4               | Ottomotor | 4655        |
| 36 hp    | 1906–1907 | 6               | Ottomotor | 6983        |
| 30 hp    | 1907–1912 | 4               | Ottomotor | 5187        |
| 18 hp    | 1908      | 4               | Ottomotor | 2694        |
| 45 hp    | 1908–1911 | 6               | Ottomotor | 7780        |
| 18 hp    | 1909–1910 | 4               | Ottomotor | 3233        |
| 18 hp    | 1911–1913 | 4               | Ottomotor | 3652        |

### Nutzfahrzeuge (Auswahl)
| Modell  | Bauzeit   | Ausführungen                                        | Nutzlast (bei Zugmaschinen Anhängelast) | Motor | Anmerkung                                |
| ------- | --------- | --------------------------------------------------- | --------------------------------------- | --- | ---------------------------------------- |
| BT-Type |           | Langhauber                                          | 2 tons                                  | Benzinmotor, 30 bhp | 101,6 mm Bohrung, 139,7 mm Hub, 4530 cm³ |
| J-Type  | 1912–1926 | Langhauber                                          | 4,5 tons                                | Benzinmotor, 40 bhp | 114,3 mm Bohrung, 152,4 mm Hub, 6255 cm³ |
| W-Type  |           | Kurzhauber                                          | 6 tons                                  | Benzinmotor, 50 bhp | 120,6 mm Bohrung, 152,4 mm Hub, 6964 cm³ |
| X-Type  |           | Langhauber                                          | 3 tons, Omnibus 28 Personen             | Benzinmotor, 40 bhp | 114,3 mm Bohrung, 152,4 mm Hub, 6255 cm³ |
| A1      | 1924-     | Langhauber                                          | 30 cwt                                  | |                                          |
| A2      | 1924-     | Langhauber                                          | 2 tons                                  | |                                          |
| PB      | 1928-     | Frontlenker                                         | 2 tons                                  | |                                          |
| QC      | 1930–1932 | Kurzhauber (Frontlenker) Langhauber langer Radstand | 12 tons                                 | Sechszylinder-Ottomotor, 11,3 l Hubraum, 104 bhp                                                                                | eingeschränkt geländegängig              |
| Taurus  | 1931–1932 | Kurzhauber (Frontlenker) Langhauber langer Radstand | 6-6,5 tons                              | Vierzylinder-Ottomotor, 60 bhp Sechszylinder-Ottomotor, 76 bhp Vierzylinder-Dieselmotor, 93 bhp                                 | eingeschränkt geländegängig              |
| Mastiff | 1932–1934 | Langhauber                                          | 7-7,5 tons                              | Vierzylinder-Ottomotor, 60 bhp Sechszylinder-Ottomotor, 76 bhp Vierzylinder-Dieselmotor, 93 bhp Sechszylinder-Ottomotor, 99 bhp | nicht geländegängig                      |

## Noch existierende Pkw
13 Pkw dieser Marke existieren heute noch. Zwei sind im Milestones - Hampshire’s Living History Museum in Basingstoke und eines im Heritage Motor Centre in Gaydon in Warwickshire zu besichtigen. Zwei Fahrzeuge werden gelegentlich beim London to Brighton Veteran Car Run in England eingesetzt.